# Leiodes obesa
Leiodes obesa är en skalbaggsart som först beskrevs av Schmidt 1841.  Leiodes obesa ingår i släktet Liodes, och familjen mycelbaggar. Arten är reproducerande i Sverige.